# Radamos
Radamos (szlovénül: Radmožanci) szlovéniai magyarok lakta falu Szlovéniában a Muravidéken. Közigazgatásilag Lendva községhez tartozik.

## Fekvése
Muraszombattól 20 km-re keletre, Lendvától 8 km-re északnyugatra a Lendva és a Bukovnica-patak között, a magyar határ közelében fekszik.

## Története
A település első írásos említése 1381-ben "Radamas" néven történt. 1411-ben "Poss. Radamus" néven szerepel. Az alsólendvai uradalom részeként még 1323-ban az alsólendvai Bánffy családból való alsó-lendvai Bánffy Miklósnak adta birtokba Károly Róbert király. 1644-ig a család kihalásáig volt a Bánffyak birtoka. Ezután a Nádasdy család birtoka lett. 1690-ben Eszterházy nádor több más valaha Bánffy-birtokkal együtt megvásárolta. Ezután végig a család birtoka maradt.
Vályi András szerint "RÁDAMÁS. Magyar falu Szala Vármegyében, földes Ura H. Eszterházy Uraság, lakosai katolikusok, fekszik Dobronakhoz nem meszsze, mellynek filiája; határja meglehetős termékenységű, Lendva vize ugyan gyakran szokta elönteni, szőleje nints, második osztálybéli."

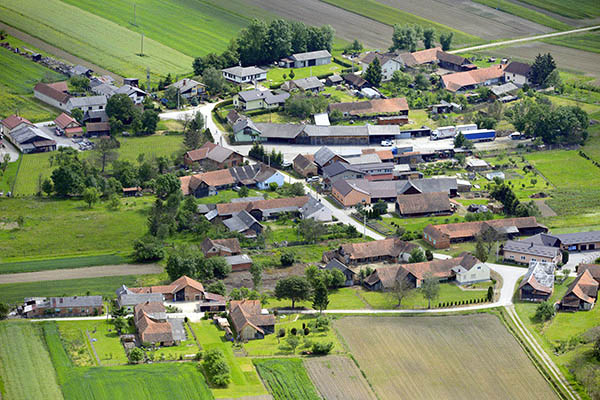
Légi fotó

Fényes Elek szerint "Radamos, magyar falu, Zala vmegyében, az alsó-lendvai uradalomban, 379 kath. lak."
1910-ben 658, túlnyomórészt magyar lakosa volt.
Közigazgatásilag Zala vármegye Alsólendvai járásának része volt. 1919-ben a Szerb–Horvát–Szlovén Királysághoz csatolták, ami tíz évvel később vette fel a Jugoszlávia nevet. 1941-ben a Muramentét a magyar hadsereg visszafoglalta és 1945-ig ismét Magyarország része volt, majd a második világháború befejezése után végleg jugoszláv kézbe került. 1991 óta a független Szlovén Köztársaság része. 2002-ben 254 lakosa volt.

## Nevezetességei
- A falu búcsújáróhelye az erdőben álló Mária-fa. A kegyhely eredete 1947-ből származik, amikor Füle József falusi pásztornak a Fekete-erdőben egy tölgy tetején megjelent a Szűzanya. Később az erdőben mintegy kétszáz embernek volt látomása, vagy csodaélménye. A fa kérgét mára teljesen elhordták a csodára váró emberek, akik ma is rendszeresen zarándokolnak el a kegyhelyre.
- A falu kulturális emléke egy a határában álló, a 20. század második negyedében emelt kőkereszt.